# Puerto seco de Monforte de Lemos
El puerto seco de Monforte de Lemos es una plataforma logística para la distribución de mercancías ubicada en el municipio de Monforte de Lemos, en la provincia de Lugo, España.

## Situación y accesos
Se encuentra situado al nordeste de la localidad de Monforte de Lemos, junto a la línea ferroviaria León-La Coruña, unos metros al norte de la estación de Monforte de Lemos.

## Descripción
Fue inaugurado el 28 de febrero de 2014 por el presidente de la Junta de Galicia Alberto Núñez Feijoo y el alcalde de Monforte Severino Rodríguez Díaz, después de trece años de obras y con seis de retraso sobre los plazos inicialmente previstos. Cuenta con una superficie  de 146.000 metros cuadrados urbanizados en esta primera fase.
Años después de su inauguración aún no se ha instalado ninguna empresa en el puerto seco.